# Имстичово
Имсти́чово (укр. Імстичово) — село в Белковской сельской общине Хустского района Закарпатской области Украины. Расположено на левом берегу реки Боржава.
Почтовый индекс — 90134. Телефонный код — 3144. Занимает площадь 0.205 км². Код КОАТУУ — 2121984401.

## Население
Население по переписи 2001 года составляло 2729 человек.

### Языковой состав
Родной язык населения по данным переписи 2001 года:
| Язык       | Численность, чел. | Доля     |
| ---------- | ----------------- | -------- |
| Украинский | 2 713             | 99,41 %  |
| Другое     | 16                | 0,59 %   |
| Итого      | 2 729             | 100,00 % |

## История и достопримечательности
- В Имстичово на холме высотой 269 метров расположен памятник архитектуры XVIII века — греко-католический мужской монастырь (1773 г.) и Михайловский храм (1798 г.). История монастыря гораздо древнее теперешних зданий. В XIII веке неподалёку стоял православный деревянный храм, а в 1661 году на его месте был построен каменный монастырь и церковь. В XVII веке управители монастыря приняли унию, поэтому в 1700 году православные жители села возвели новый храм — Церковь Святой Богородицы. Храм построен из белого камня, который добывали неподалёку.